# 贝勒比斯学院
贝勒比斯学院（Bellerbys College）是英国的一所国际学院，属於六年級學院（Sixth Form College）。它有三个校区，分别是布莱顿校区、剑桥校区以及伦敦校区。贝勒比斯学院开设的课程有：普通中等教育证书课程(GCSE)、普通高級程度證書課程(A Level)、大学预科课程(Foundation)、大一文凭课程(Undergraduate Year 1)、英语语言准备课程。

## 各大校区

### 布莱顿校区
贝勒比斯布莱顿校区位於英国南方的海濱城市布莱顿(Brighton and Hove)，是贝勒比斯学院最大的一個校区，而新的校區啟用於2007年。布莱顿校区有4,338平方米的教学空间和五层樓的学生宿舍。学校宿舍与学习中心由一座封闭的玻璃桥相连，共有375间套房(分單人房和雙人房)。2009年，布莱顿校区招收來自44國約450名国际学生

### 伦敦校区
贝勒比斯伦敦校区位于伦敦的格林威治地区，是贝勒比斯学院第二大校区。於2009年共有261名来自41个国家的学生就读于该校区。

### 剑桥校区
贝勒比斯剑桥校区拥有优美的学习环境，课程方向包括科学、技术、工程和数学。校园历史悠久、环境优美、学术实力享誉全英。现代化的科学实验室和专用教室距市中心仅有15分钟步行路程。

## 合作大学
| - 布鲁奈尔大学 - 城市大学 - 格林尼治大学 - 金史密斯学院 - 金斯顿大学 - 伦敦都市大学 - 密德萨斯大学 - 伦敦大学医药学院 - 伦敦大学皇家玛丽学院 - 罗汉普顿大学 - 皇家霍洛威学院 - 南岸大学 | - 阿斯顿大学 - 白金汉大学 - 德蒙特福特大学 - 基尔大学 - 莱斯特大学 - 拉夫堡大学 - 诺丁汉大学 | - 切斯特大学 - 杜伦大学 - 兰卡斯特大学 - 利兹大学 - 利物浦大学 - 利物浦约翰摩尔大学 - 纽卡斯尔大学 - 诺桑比亚大学 - 谢菲尔德大学 - 桑德兰大学 - 约克大学 | - 安格利亚鲁斯金大学 - 巴斯大学 - 布莱顿大学 - 布里斯托大学 - 埃塞克斯大学 - 艾克塞特大学 - 赫特福德郡大学 - 肯特大学 - 牛津布鲁克斯大学 - 普茨茅斯大学 - 雷丁大学 - 南安普顿大学 - 萨里大学 - 萨塞克斯大学 | - 班戈大学 - 卡迪夫大学 - 阿伯斯威大学 - 斯旺西大学 |  |